# Egidio Pirozzi
Egidio Pirozzi (Eboli, 28 ottobre 1964) è un allenatore di calcio ed ex calciatore italiano, di ruolo attaccante.

## Carriera
In carriera ha totalizzato 54 presenze (segnando 7 reti) in Serie B con le maglie di Sambenedettese e Barletta.
Nella stagione 2013-2014 subentra al posto dell'allenatore Mario Pietropinto all'Agropoli, squadra campana militante nel girone I della Serie D.
Nel 2015-16 va alla Gelbison, di Vallo della Lucania.
La stagione successiva è alla guida del Potenza, mentre dal 2017 al 2020 siede sulla panchina del Santa Maria Cilento.
Per la stagione 2021-22, è alla guida del San Marzano, nell'Eccellenza Campana. Dopo aver perso la finale playoff contro l'Angri e di conseguenza aver mancato l'accesso in Serie D, non viene confermato.
Ad ottobre 2023 ritorna a distanza di dieci anni sulla panchina della Sarnese, squadra iscritta al torneo campano di Eccellenza, dove subentra a Carmine Turco. Il 10 gennaio 2024, dopo la vittoria contro il Real Forio nella semifinale di coppa Italia e con la squadra al primo posto in campionato con un distacco di 7 punti sulla seconda, viene sollevato dall'incarico.

## Palmarès

### Giocatore
- Campionato Nazionale Dilettanti: 1

Puteolana: 1999-2000